# Cuéntamelo Dum Dum
Cuéntamelo Dum Dum es el nombre del quinto álbum del grupo mexicano de pop latino Flans. Fue lanzado al mercado en  1989.
Para este álbum realizan un concepto diferente, al lanzar un disco doble (uno de cuentos y otro de canciones) dedicado al público infantil: "La Historia de Dum Dum", "Novovipipo", "Tajín y los 7 truenos", "El Mosco", y "El hijo del arcoiris", son cuentos narrados por las integrantes del grupo los cuales cada uno tiene su respectiva canción. El personaje central es "Dum Dum", el "Duende de las Vueltas". 
Mildred tomó el nombre de su compañía de representaciones (Dum, Dum) para bautizar a este personaje que es el protagonista junto con Ilse, Ivonne y Mimi de esta historia. De esta producción se extrae el sencillo "El mosquito bilingüe" que capta la atención del público y nuevamente se convierte en un éxito para el grupo.

## Lista de canciones
| Cuéntamelo Dum Dum |                       |          |  |
| N.º                | Título                | Duración |  |
| 1.                 | «Busquemos colores»   |          |  |
| 2.                 | «Pequeño Huracán»     |          |  |
| 3.                 | «Ponquereta»          |          |  |
| 4.                 | «Mosquito Bilingüe»   |          |  |
| 5.                 | «El mundo de dum-dum» |          |  |

- Datos: Q19721944